# Thư thứ hai gửi tín hữu Côrintô
Thư thứ hai gởi cho các tín hữu tại Côrintô (Cô-rinh-tô) là một sách trong Tân Ước do Sứ đồ Phao-lô viết.
Trước đó, Sứ đồ Phao-lô đã viết Thư thứ nhất gửi tín hữu Côrintô.

## Những vấn đề trong văn bản
Các học giả không chút nghi ngờ Phao-lô là tác giả thư tín này; tuy nhiên, có tranh luận không rõ thư này nguyên thủy chỉ là một hay là kết hợp vài lá thư của Phao-lô.
Mặc dù Tân Ước chỉ có hai bức thư gởi cho người Cô-rin-tô (Korinthos), tuy nhiên bằng chứng trong những thư này cho thấy Phao-lô đã viết ít nhất bốn bức thư:
1. I Cô-rin-tô 5:9 viết "Trong thư tôi đã viết cho anh em có dặn đừng liên hệ với những người gian dâm", NIV) nhắc đến một bức thư sớm hơn, thường được gọi là "thư cảnh cáo".
2. I Cô-rin-tô
3. Trong II Cô-rin-tô 2:3-4 và 7:8, Phao-lô nhắc đến một "bức thư nước mắt" được viết trước đó. Thư I Cô-rin-tô không phù hợp với lời mô tả này; do đó "bức thư nước mắt" phải được viết giữa I Cô-rin-tô và II Cô-rin-tô.
4. II Cô-rin-tô

Sự thay đổi đột ngột về giọng văn từ trước đó thật hài hòa đến cay cú trong II Cô-rin-tô chương 10-13 khiến nhiều người cho rằng chương 10-13 là một phần của "bức thư nước mắt", không biết thế nào đã đính kèm vào bức thư chính của Phao-lô. Tuy nhiên những người bất đồng với quan điểm này cho rằng "bức thư nước mắt" không tồn tại.
Một số học giả cũng tìm thấy những phần của "thư cảnh cáo", hoặc thuộc những thư khác, trong chương 1-9, ví dụ của "thư cảnh cáo" được giữ trong II Cô-rin-tô 6:14-7:1. Tuy nhiên, những giả thuyết này kém phổ biến.

## Bối cảnh
Những liên hệ của Phao-lô với Hội thánh Côrintô có thể hình thành như sau:
1. Phao-lô đến thăm Côrintô lần đầu, sống 18 tháng tại đó (Công Vụ 18:11). Sau đó, ông rời Corinth đến sống khoảng 3 năm tại Ephesus (Công Vụ 19:8, 19:10, 20:31). (Có lẽ từ năm 53 đến 57 AD, xin xem thêm I Cô-rin-tô).
2. Phao-lô viết "thư cảnh cáo", có lẽ từ Ephesus.
3. Phao-lô viết thư I Cô-rin-tô từ Ephesus (I Cô-rin-tô 16:8).
4. Phao-lô thăm Hội thánh Côrintô lần thứ hai, như ông đã nói trong I Cô-rin-tô 16:6. Có lẽ điều này xảy ra trong 3 năm ông sống tại Ephesus. II Cô-rin-tô 2:1 gọi cuộc viếng thăm này là "cuộc viếng thăm đau buồn".
5. Phao-lô viết "bức thư nước mắt".
6. Phao-lô viết II Cô-rin-tô, bày tỏ lòng mong muốn thăm Hội thánh Côrintô lần thứ ba (II Cô-rin-tô 12:14, 13:1). Bức thư không nói rõ ông viết tại đâu nhưng thường được cho rằng đã viết sau khi Phao-lô rời Ephesus đến Macedonia (Công Vụ 20), có thể từ Philippi Thessalonica thuộc Macedonia[5].
7. Phao-lô có thể đã đi thăm lần thứ ba sau khi viết II Cô-rin-tô, vì Công Vụ 20:2-3 cho biết ông sống 3 tháng tại Hy Lạp. Trong thư Rô-ma, viết vào lúc này, ông gởi lời chào từ một số nhân vật quan trọng trong hội thánh cho người La Mã[5].

## Bố cục
Sách thường được chia như sau:
- 1:1-11 - Lời chào
- 1:12 - 7:16 - Phao-lô biện hộ về những hành động và chức sứ đồ của ông, bày tỏ lòng yêu mến dành cho người Cô-rin-tô.
- 8:1 - 9:15 - Những hướng dẫn về việc lạc quyên cho những người nghèo tại Hội thánh Jerusalem.
- 10:1 - 13:10 - Luận bút bảo vệ quyền sứ đồ.
- 13:11-14 - Lời chào kết thúc

## Nội dung
Trong bức thư thứ hai của Phao-lô gởi cho người Cô-rin-tô, một lần nữa ông gọi mình là Sứ đồ của Chúa Jesus, theo ý định của Đức Chúa Trời. Ông khích lệ người Côrintô bằng cách cho họ biết sẽ không có một cuộc viếng thăm đau buồn nữa, nhưng khích lệ họ với tình yêu ông dành cho họ. Bức thư khá ngắn so với thư đầu tiên và có thể làm độc giả khó hiểu nếu không biết về bối cảnh kinh tế, tôn giáo và xã hội của cộng đồng này. Phao-lô cảm thấy tình hình tại Côrintô vẫn còn phức tạp và cảm thấy bị tấn công. Một số người thách thức thẩm quyền chức vụ sứ đồ của ông. Phao-lô so sánh sự khó khăn tại đây với những thành phố mà ông đã thăm viếng, nơi người ta chấp nhận khó khăn như trường hợp của người Galatia. Phao-lô bị phê bình vì cách ông viết và nói. Phao-lô tìm cách bênh vực chính mình với những điều quan trọng ông giảng dạy. Phao-lô nhấn mạnh đến việc tha thứ những người khác và giao ước mới với Đức Chúa Trời đến từ Thánh linh của Đức Chúa Trời Hằng sống (II Cô-rin-tô 3:3), ông cũng nhấn mạnh đến tầm quan trọng trở thành một Cơ-đốc nhân và việc dâng hiến rộng rãi cho dân Chúa tại Jerusalem. Ông kết thúc bằng cách chia sẻ lại kinh nghiệm thế nào Đức Chúa Trời đã thay đổi cuộc đời ông (Sandmel, 1979).

## Tính độc đáo
Nhận xét về Thư Cô-rin-tô thứ nhì, Thánh Kinh Từ điển Easton đã viết,

Thư tín này được viết rất khéo, thể hiện cá tính của Sứ đồ hơn những sách khác. "Sự yếu đuối của con người, sức mạnh thuộc linh, tình cảm sâu đậm dịu dàng, sự thương tổn, tính nghiêm nghị, sự châm biếm, quở trách, tự bào chữa, sự khiêm nhường, lòng tự trọng, lòng sốt sắng vì lợi ích của những người yếu nghèo, khổ đau, cũng như nhiệt huyết cho sư phát triển của Hội Thánh Đấng Christ và cho sự tăng trưởng thuộc linh của các tín hữu, tất cả được thể hiện thích hợp và thuyết phục trong bức thư của ông."--Lias, Second Corinthians.

## Học giả
- George H. Guthrie - giáo sư tại Đại học Union, Jackson, Tennessee